# FC Viktoria Köln/Saison 2024/25
Dieser Artikel beschreibt den Verlauf der Saison 2024/25 des FC Viktoria Köln. Der Klub trat in der Saison in der 3. Liga an. Dort belegte die Viktoria den 6. Platz. Der Bitburger-Pokal wurde gewonnen.

## Personalien

### Kader 2024/25
- Stand: Saisonende 2024/25[1]

| Nr.        | Nat.                                     | Name                        | Geburtstag    | im Verein seit | letzter Verein                |
| Tor        | Tor                                      | Tor                         | Tor           | Tor            | Tor                           |
| ---------- | ---------------------------------------- | --------------------------- | ------------- | -------------- | ----------------------------- |
| 01         | Deutschland Brasilien                    | Dudu                        | 10. Feb. 1999 | 2024           | Werder Bremen                 |
| 24         | Deutschland                              | Kevin Rauhut                | 30. Dez. 1989 | 2022           | SGV Freiberg                  |
| 27         | Ukraine                                  | Oleksandr Petrenko U19ab 20 | 26. März 2007 | 2025           | Bayer 04 Leverkusen [Jugend]  |
| 36         | Deutschland                              | Oskar Hill U19              | 8. Mai 2006   | 2019           | 1. Jugend-Fußball-Schule Köln |
| Abwehr     |                                          |                             |               |                |                               |
| 02         | Deutschland                              | Lars Dietz                  | 7. Jan. 1997  | 2022           | Würzburger Kickers            |
| 03         | Deutschland Ghana                        | Kwabe Schulz                | 6. Okt. 1998  | 2024           | FC Rot-Weiß Erfurt            |
| 04         | Polen Deutschland                        | Kevin Pytlik1–19            | 14. Nov. 1997 | 2024           | Wuppertaler SV                |
| 05         | Kap Verde Niederlande                    | Sidny Lopes Cabral          | 18. Sep. 2002 | 2024           | FC Rot-Weiß Erfurt            |
| 15         | Deutschland                              | Christoph Greger            | 14. Jan. 1997 | 2021           | SpVgg Unterhaching            |
| 20         | Deutschland Turkei                       | Elyas Aydin U19             | 6. Juli 2006  | 2012           |                               |
| 28         | Deutschland                              | Patrick Koronkiewicz        | 13. März 1991 | 2014           | Sportfreunde Siegen           |
| 33         | Deutschland                              | Jonah Sticker               | 8. Mai 2004   | 2022           | SC Fortuna Köln U19           |
| 35         | Deutschland Mali                         | Zoumana Keita U19           | 16. Nov. 2005 | 2020           | 1. FC Köln [Jugend]           |
| 37         | Deutschland                              | Niklas May                  | 10. Apr. 2002 | 2019           | RB Leipzig U17                |
| 39         | Deutschland                              | Dustin Plöger U19           | 20. Jan. 2006 | 2024           | Borussia Dortmund [Jugend]    |
| Mittelfeld |                                          |                             |               |                |                               |
| 06         | Deutschland                              | Bryan Henning1–19           | 16. März 1995 | 2023           | Eintracht Braunschweig        |
| 06         | Deutschland                              | Paul Pöpperlab 20           | 25. Feb. 2003 | 2025           | FC Schalke 04                 |
| 07         | Deutschland                              | Simon Handle                | 25. Jan. 1993 | 2017           | SV Elversberg                 |
| 08         | Deutschland Kroatien                     | Donny Bogićević             | 8. Okt. 2001  | 2023           | TSV Steinbach Haiger          |
| 11         | Deutschland                              | Robin Velasco               | 24. Juni 2002 | 2024           | VfB Lübeck                    |
| 13         | Deutschland Philippinen                  | Luca de Meester             | 26. Jan. 2004 | 2021           | 1. FC Köln U17                |
| 14         | Deutschland Kongo Demokratische Republik | Enrique Lofolomo            | 14. Apr. 2000 | 2024           | Hallescher FC                 |
| 16         | Deutschland                              | Florian Engelhardt          | 16. Juni 2003 | 2021           | SC Fortuna Köln U19           |
| 17         | Deutschland                              | Benjamin Hemcke1–21         | 14. Feb. 2003 | 2017           | FV Wiehl                      |
| 21         | Deutschland                              | Tobias Eisenhuth            | 21. Sep. 2001 | 2025           | SSV Jahn Regensburg           |
| 23         | Deutschland                              | Moritz Fritz                | 15. Juli 1993 | 2019           | SC Fortuna Köln               |
| 29         | Deutschland                              | Thomas Idel1–22             | 5. Apr. 2000  | 2024           | SV Bergisch Gladbach 09       |
| 38         | Deutschland Italien                      | Samuele Carella             | 15. März 2006 | 2024           | 1. FC Köln [Jugend]           |
| 41         | Deutschland                              | Lasse Soldanski             | 8. Feb. 2006  | 2018           |                               |
| Sturm      |                                          |                             |               |                |                               |
| 09         | Deutschland                              | Lex-Tyger Lobinger          | 22. Feb. 1999 | 2024           | 1. FC Kaiserslautern          |
| 10         | Kosovo                                   | Albion Vrenezi              | 4. Okt. 1993  | 2024           | TSV 1860 München              |
| 19         | Deutschland Spanien                      | Lucas Cuetoab 21            | 24. März 1996 | 2025           | Dynamo Dresden                |
| 22         | Deutschland                              | Saïd El Mala U19            | 26. Aug. 2006 | 2023           | TSV Meerbusch U17             |
| 25         | Deutschland Italien                      | Diego Perri U19             | 20. Sep. 2007 | 2023           | FC Rheinsüd Köln [Jugend]     |
| 30         | Deutschland Turkei                       | Serhat-Semih Güler          | 12. Juli 1997 | 2024           | TSV 1860 München              |
| 42         | Deutschland                              | Malek El Mala               | 2. Apr. 2005  | 2023           | TSV Meerbusch U19             |

### Transfers der Saison 2024/25
Stand: Saisonende 2024/25
| Zugänge                    | Zugänge                         |
| Spieler                    | Abgebender Verein               |
| Sommer 2024                | Sommer 2024                     |
| -------------------------- | ------------------------------- |
| Benjamin Hemcke            | SSVg Velbert (Leihende)         |
| Serhat-Semih Güler         | TSV 1860 München                |
| Lex-Tyger Lobinger         | 1. FC Kaiserslautern            |
| Enrique Lofolomo           | Hallescher FC                   |
| Kevin Pytlik               | Wuppertaler SV                  |
| Eduardo Dos Santos Haesler | Werder Bremen                   |
| Kwabe Schulz               | FC Rot-Weiß Erfurt              |
| Robin Velasco              | VfB Lübeck                      |
| Albion Vrenezi             | TSV 1860 München                |
| Januar 2025                |                                 |
| Lucas Cueto                | vereinslos                      |
| Tobias Eisenhuth           | SSV Jahn Regensburg             |
| Oleksandr Petrenko         | Bayer 04 Leverkusen U19 (Leihe) |
| Paul Pöpperl               | FC Schalke 04 (Leihe)           |

| Abgänge           | Abgänge             |
| Spieler           | Aufnehmender Verein |
| Sommer 2024       | Sommer 2024         |
| ----------------- | ------------------- |
| Kaden Amaniampong | VfB Stuttgart II 1  |
| Tobias Anselm     | LASK (Leihende)     |
| André Becker      | Arminia Bielefeld   |
| Elias Bördner     | Alemannia Aachen    |
| Seok-ju Hong      | FC Schalke 04 II    |
| David Kubatta     | Dynamo Dresden      |
| Jeremias Lorch    | SV Sandhausen       |
| Luca Marseiler    | SV Darmstadt 98     |
| David Philipp     | TSV 1860 München    |
| Stefano Russo     | Arminia Bielefeld   |
| Michael Schultz   | Rot-Weiss Essen     |
| Joel Udelhoven    | SC Wiedenbrück      |
| Ben Voll          | FC St. Pauli        |
| Januar 2025       |                     |
| Benjamin Hemcke   | SSVg Velbert        |
| Bryan Henning     | VfL Osnabrück       |
| Thomas Idel       | SV Deutz 05         |
| Kevin Pytlik      | SC Sagamihara       |

### Sportliche Leitung und Vereinsführung
| Name                                | Funktion                  |
| Trainer- und Betreuerstab           |                           |
| Olaf Janßen                         | Cheftrainer               |
| Marian Wilhelm                      | Co-Trainer                |
| Kevin Rauhut                        | Torwart-Trainer           |
| Florian Braband                     | Athletiktrainer           |
| Patrick Loch                        | Rehatrainer               |
| Nondas Balas                        | Videoanalyst              |
| Medizinische Abteilung              |                           |
| Marc Horlitz                        | Mannschaftsarzt Internist |
| Max Wittenberg                      | Mannschaftsarzt           |
| Achim Münster                       | Mannschaftsarzt           |
| Helmut Pottkämper                   | Mannschaftsarzt           |
| Oliver Pottkämper                   | Mannschaftsarzt           |
| Eduard Gorr                         | Sportkardiologe           |
| Tim Kruse                           | Physiotherapeut           |
| Frank Schroedter                    | Physiotherapeut           |
| Sportliche Leitung und Organisation |                           |
| Eric Bock                           | Geschäftsführer           |
| Axel Freisewinkel                   | Geschäftsführer           |
| Franz Wunderlich                    | Sport-Vorstand            |
| Stephan Küsters                     | Sportlicher Leiter        |
| Valentin Schäfer                    | Chefscout                 |
| Hagen Papst1–19                     | Teammanager               |
| Niko Janssenab 20                   | Teammanager               |
| Präsidium/Vorstand                  |                           |
| Holger Kirsch                       | Präsident                 |
| Markus Buchcik                      | Vize-Präsident            |
| Willy Scheer                        | Vize-Präsident            |
| Franz Wunderlich                    | Vize-Präsident            |

## Spielkleidung
| Heim | Auswärts |

## Saison

### 3. Liga
| ST | Datum              | Gegner               | Ort                                 | Ergebnis  | Tor(e) für Viktoria Köln                                                               |
| -- | ------------------ | -------------------- | ----------------------------------- | --------- | -------------------------------------------------------------------------------------- |
| 01 | 04. August 2024    | Dynamo Dresden       | Sportpark Höhenberg, Köln           | 1:2 (0:0) | 1:2 Güler (82.)                                                                        |
| 02 | 10. August 2024    | SV Waldhof Mannheim  | Carl-Benz-Stadion, Mannheim         | 2:1 (0:1) | 1:1 Lobinger (53.), 2:1 S. El Mala (67.)                                               |
| 03 | 25. August 2024    | TSV 1860 München     | Grünwalder Stadion, München         | 3:1 (1:0) | 1:0 Henning (26.), 2:0 S. El Mala (49.), 3:1 Güler (81.,FE)                            |
| 04 | 30. August 2024    | Hansa Rostock        | Sportpark Höhenberg, Köln           | 3:0 (1:0) | 1:0 Lobinger (6.), 2:0 Lobinger (65.), 3:0 Güler (68.)                                 |
| 05 | 15. September 2024 | Alemannia Aachen     | Tivoli, Aachen                      | 0:1 (0:1) |                                                                                        |
| 06 | 22. September 2024 | SC Verl              | Sportpark Höhenberg, Köln           | 2:1 (0:1) | 1:1 Güler (90+3.), 2:1 Güler (90+6.)                                                   |
| 07 | 25. September 2024 | 1. FC Saarbrücken    | Ludwigsparkstadion, Saarbrücken     | 0:1 (0:0) |                                                                                        |
| 08 | 28. September 2024 | FC Erzgebirge Aue    | Sportpark Höhenberg, Köln           | 2:0 (1:0) | 1:0 Lofolomo (43.), 2:1 M. El Mala (90+4.)                                             |
| 09 | 05. Oktober 2024   | Rot-Weiss Essen      | Stadion an der Hafenstraße, Essen   | 1:2 (0:0) | 1:0 Handle (73.)                                                                       |
| 10 | 19. Oktober 2024   | Borussia Dortmund II | Sportpark Höhenberg, Köln           | 3:5 (3:2) | 1:2 Lobinger (25.,FE), 2:2 Vrenezi (25.,FE), 3:2 Lobinger (44.)                        |
| 11 | 22. Oktober 2024   | FC Ingolstadt 04     | Sportpark Höhenberg, Köln           | 4:4 (2:1) | 1:1 Henning (20.), 2:1 S. El Mala (24.), 3:2 Lobinger (51.), 4:3 Güler (71.)           |
| 12 | 26. Oktober 2024   | SpVgg Unterhaching   | Uhlsport Park, Unterhaching         | 1:1 (0:1) | 1:1 Lobinger (66.)                                                                     |
| 13 | 01. November 2024  | VfB Stuttgart II     | Sportpark Höhenberg, Köln           | 2:0 (1:0) | 1:0 S. El Mala (13.), 2:0 Güler (90+6.)                                                |
| 14 | 09. November 2024  | Arminia Bielefeld    | SchücoArena, Bielefeld              | 0:2 (0:1) |                                                                                        |
| 15 | 22. November 2024  | Energie Cottbus      | Sportpark Höhenberg, Köln           | 0:1 (0:1) |                                                                                        |
| 16 | 01. Dezember 2024  | SV Wehen Wiesbaden   | Brita-Arena, Wiesbaden              | 1:3 (0:1) | 1:3 Güler (79.)                                                                        |
| 17 | 08. Dezember 2024  | VfL Osnabrück        | Sportpark Höhenberg, Köln           | 2:0 (1:0) | 1:0 Lobinger (24.,HE), 2:0 Gnaase (54.,ET)                                             |
| 18 | 14. Dezember 2024  | Hannover 96 II       | Eilenriedestadion, Hannover         | 2:1 (0:0) | 1:0 S. El Mala (67.), 2:0 Güler (71.,FE)                                               |
| 19 | 21. Dezember 2024  | SV Sandhausen        | Sportpark Höhenberg, Köln           | 2:0 (0:0) | 1:0 Güler (59.), 2:0 Güler (90+6.)                                                     |
| 20 | 19. Januar 2025    | Dynamo Dresden       | Rudolf-Harbig-Stadion, Dresden      | 3:2 (2:1) | 1:0 Güler (59.), 2:0 S. El Mala (25.), 3:1 Lobinger (76.)                              |
| 21 | 24. Januar 2025    | SV Waldhof Mannheim  | Sportpark Höhenberg, Köln           | 1:0 (1:0) | 1:0 Güler (39.,FE)                                                                     |
| 22 | 01. Februar 2025   | TSV 1860 München     | Sportpark Höhenberg, Köln           | 1:2 (1:0) | 1:0 S. El Mala (28.)                                                                   |
| 23 | 09. Februar 2025   | Hansa Rostock        | Ostseestadion, Rostock              | 1:1 (1:1) | 1:1 Lobinger (26.)                                                                     |
| 24 | 14. Februar 2025   | Alemannia Aachen     | Sportpark Höhenberg, Köln           | 3:1 (1:1) | 1:1 S. El Mala (45+3.), 2:1 Lobinger (59.), 3:1 M. El Mala (83.)                       |
| 25 | 22. Februar 2025   | SC Verl              | SPORTCLUB Arena, Verl               | 1:1 (0:1) | 1:1 May (79.)                                                                          |
| 26 | 28. Februar 2025   | 1. FC Saarbrücken    | Sportpark Höhenberg, Köln           | 1:2 (0:1) | 1:1 Bogićević (49.)                                                                    |
| 27 | 09. März 2025      | FC Erzgebirge Aue    | Erzgebirgsstadion, Aue              | 1:2 (0:1) | 1:2 Lobinger (90+2.)                                                                   |
| 28 | 12. März 2025      | Rot-Weiss Essen      | Sportpark Höhenberg, Köln           | 1:0 (0:0) | 1:0 M. El Mala (83.)                                                                   |
| 29 | 15. März 2025      | Borussia Dortmund II | Stadion Rote Erde, Dortmund         | 1:1 (0:0) | 1:0 Lobinger (51.)                                                                     |
| 30 | 30. März 2025      | FC Ingolstadt 04     | Audi-Sportpark, Ingolstadt          | 1:3 (0:1) | 1:3 Handle (81.)                                                                       |
| 31 | 05. April 2025     | SpVgg Unterhaching   | Sportpark Höhenberg, Köln           | 3:1 (1:1) | 1:1 Lobinger (28.), 2:1 Geis (50.,ET), 3:1 S. El Mala (60.)                            |
| 32 | 08. April 2025     | VfB Stuttgart II     | WIRmachenDRUCK Arena, Aspach        | 2:1 (1:1) | 1:1 S. El Mala (13.), 2:1 Güler (64.)                                                  |
| 33 | 13. April 2025     | Arminia Bielefeld    | Sportpark Höhenberg, Köln           | 0:2 (0:1) |                                                                                        |
| 34 | 19. April 2025     | Energie Cottbus      | LEAG Energie Stadion, Cottbus       | 0:1 (0:0) |                                                                                        |
| 35 | 26. April 2025     | SV Wehen Wiesbaden   | Sportpark Höhenberg, Köln           | 2:0 (0:0) | 1:0 Vrenezi (64.), 2:0 S. El Mala (85.)                                                |
| 36 | 02. Mai 2025       | VfL Osnabrück        | Bremer Brücke, Osnabrück            | 0:2 (0:2) |                                                                                        |
| 37 | 11. Mai 2025       | Hannover 96 II       | Sportpark Höhenberg, Köln           | 2:0 (0:0) | 1:0 Lobinger (61.), 1:0 S. El Mala (74.)                                               |
| 38 | 17. Mai 2025       | SV Sandhausen        | GP Stadion am Hardtwald, Sandhausen | 4:0 (3:0) | 1:0 Engelhardt (16.), 2:0 Lopes Cabral (19.), 3:0 S. El Mala (34.), 4:0 Lofolomo (48.) |

Legende: FE = Foulelfmeter; HE = Handelfmeter; ET = Eigentor
Stand: Saisonende 2024/25

### Bitburger-Pokal
| Runde | Datum             | Gegner                     | Ort                                            | Ergebnis  | Tor(e) für Viktoria Köln                                                                  |
| ----- | ----------------- | -------------------------- | ---------------------------------------------- | --------- | ----------------------------------------------------------------------------------------- |
| 1.    | 13. November 2024 | SSV Bornheim               | Sportanlage Wallrafstraße Bornheim             | 2:1 (0:0) | 1:0 Güler (72.), 2:0 Güler (83.)                                                          |
| AF    | 11. Dezember 2024 | TuS Chlodwig Zülpich       | Sportanlage Blayer Straße Zülpich              | 5:2 (4:1) | 1:1 Carella (6.), 2:1 Güler (26.), 3:1 de Meester (30.), 4:1 Güler (42.), 5:2 Perri (90.) |
| VF    | 05. März 2025     | FSV Neunkirchen-Seelscheid | Sportanlage Breitscheid Neunkirchen-Seelscheid | 4:0 (2:0) | 1:0 M. El Mala (18.), 2:0 M. El Mala (31.), 3:0 Lopes Cabral (55.), 4:0 Carella (73.)     |
| HF    | 02. April 2025    | FC Teutonia Weiden         | Jupp-Derwall-Stadion Würselen                  | 1:0 (1:0) | 1:0 Güler (45.)                                                                           |

#### Finale
| Alemannia Aachen                                | Alemannia Aachen | FC Viktoria Köln | FC Viktoria Köln |
| ----------------------------------------------- | --- | --- | ---------------- |
| Alemannia Aachen                                | \| Sa., 24. Mai 2025 in Köln (Sportpark Höhenberg) \| \| Ergebnis: 2:3 (2:1) \| \| Zuschauer: 7.440 \| \| Schiedsrichter: Luca Marx (Brühl) \| \| Spielbericht \| | \| Sa., 24. Mai 2025 in Köln (Sportpark Höhenberg) \| \| Ergebnis: 2:3 (2:1) \| \| Zuschauer: 7.440 \| \| Schiedsrichter: Luca Marx (Brühl) \| \| Spielbericht \| | FC Viktoria Köln |
| Alemannia Aachen                                | Elias Bördner – Patrick Nkoa – Lamar Yarbrough – Felix Meyer – Florian Heister – Danilo Wiebe – Soufiane El-Faouzi – Lukas Scepanik (65. Saša Strujić) – Gianluca Gaudino (85. Anton Heinz) – Bentley Baxter Bahn – Niklas Castelle (83. Charlison Benschop) Cheftrainer: Heiner Backhaus | Dudu – Jonah Sticker – Christoph Greger – Lars Dietz – Sidny Lopes Cabral – Tobias Eisenhuth (87. Zoumana Keita) – Enrique Lofolomo – Niklas May (71. Simon Handle) – Saïd El Mala (90.+5' Serhat-Semih Güler) – Florian Engelhardt (70. Donny Bogićević) – Lex-Tyger Lobinger Cheftrainer: Olaf Janßen | FC Viktoria Köln |
| Alemannia Aachen                                | 1:0 El-Faouzi (22.) 2:1 Gaudino (42.) | 1:1 Lobinger (27.) 2:2 Cabral (50.) 2:3 Sticker (82.) | FC Viktoria Köln |
| Alemannia Aachen                                | Gaudino (60.), El-Faouzi (68.), Nkoa (75.) | May (69.), Lofolomo (90.+5') | FC Viktoria Köln |
| Sa., 24. Mai 2025 in Köln (Sportpark Höhenberg) | | |                  |
| Ergebnis: 2:3 (2:1)                             | | |                  |
| Zuschauer: 7.440                                | | |                  |
| Schiedsrichter: Luca Marx (Brühl)               | | |                  |
| Spielbericht                                    | | |                  |

### FVM Benefiz-Blitz-Turnier
| Runde  | Datum              | Gegner           | Ort                 | Ergebnis        | Tor(e) für Viktoria Köln                |
| ------ | ------------------ | ---------------- | ------------------- | --------------- | --------------------------------------- |
| VF     | 05. September 2024 | 1. FC Düren      | Sportpark Nord Bonn | 1:1 (4:3) n. E. | 1:1 Greger (7.)                         |
| HF     | 05. September 2024 | Alemannia Aachen | Sportpark Nord Bonn | 2:0 (2:0)       | 1:0 Fritz (32.), 2:0 Lopes Cabral (35.) |
| Finale | 05. September 2024 | 1. FC Köln       | Sportpark Nord Bonn | 0:1 (0:1)       |                                         |

## Statistiken

### Saisonverlauf
| Spieltag | 1  | 2  | 3 | 4 | 5 | 6 | 7 | 8 | 9 | 10 | 11 | 12 | 13 | 14 | 15 | 16 | 17 | 18 | 19 | 20 | 21 | 22 | 23 | 24 | 25 | 26 | 27 | 28 | 29 | 30 | 31 | 32 | 33 | 34 | 35 | 36 | 37 | 38 |
| -------- | -- | -- | - | - | - | - | - | - | - | -- | -- | -- | -- | -- | -- | -- | -- | -- | -- | -- | -- | -- | -- | -- | -- | -- | -- | -- | -- | -- | -- | -- | -- | -- | -- | -- | -- | -- |
| Spielort | H  | A  | A | H | A | H | A | H | A | H  | H  | A  | H  | A  | H  | A  | H  | A  | H  | A  | H  | H  | A  | H  | A  | H  | A  | H  | A  | A  | H  | A  | H  | A  | H  | A  | H  | A  |
| Resultat | N  | S  | S | S | N | S | N | S | N | N  | U  | U  | S  | N  | N  | N  | S  | S  | S  | S  | S  | N  | U  | S  | U  | N  | N  | S  | U  | N  | S  | S  | N  | N  | S  | N  | S  | S  |
| Platz    | 13 | 10 | 3 | 2 | 6 | 4 | 6 | 5 | 6 | 8  | 7  | 8  | 7  | 9  | 11 | 13 | 10 | 8  | 6  | 4  | 4  | 5  | 5  | 5  | 5  | 6  | 7  | 6  | 6  | 8  | 7  | 6  | 7  | 8  | 6  | 6  | 6  | 6  |

Legende: Spielort: H = Heim; A = Auswärts. Resultat: S = Sieg; U = Unentschieden; N = Niederlage

### Zuschauerzahlen

#### Liga
| Stadion                   | Kapazität | Zuschauer | pro Spiel | Aus- lastung | absolvierte Heimspiele | Trikotsponsor | Ärmelsponsor links | Ärmelsponsor rechts ZV | Rückensponsor | Ausstatter    |
| ------------------------- | --------- | --------- | --------- | ------------ | ---------------------- | ------------- | ------------------ | ---------------------- | ------------- | ------------- |
| Sportpark Höhenberg       | 8.343     | 087.927   | 004.628   | 055,47 %     | 19/19                  | Peynooş       | Wintec Autoglas    | Oertel & Prümm         | ETL           | Capelli Sport |
| Stand: Saisonende 2024/25 |           |           |           |              |                        |               |                    |                        |               |               |